# Otto Werner (Gartenarchitekt)
Ernst Hugo Otto Werner (* 17. März 1854 in Freiburg, Provinz Schlesien; † 7. Mai 1923 in Chemnitz) war ein deutscher Kunstgärtner, Gartenarchitekt und Stadtgartendirektor von Chemnitz.

## Leben
Otto Werner begann 1868 eine dreijährige Ausbildung zum Kunstgärtner im Schlossgarten Fürstenstein und bekam im Anschluss eine Anstellung in einer Berliner Gärtnerei. Diese Tätigkeit gab er jedoch bald auf, da er eine Anstellung am Botanischen Garten Berlin-Schöneberg erhielt. 1873 bis 1875 wurde Werner zum Militärdienst eingezogen und bekam im Anschluss eine Stelle als Obergehilfe im Großen Garten in Dresden unter Direktor Friedrich Bouché. Innerhalb seiner sechsjährigen Zeit in Dresden stieg er zum Obergärtner auf. Seine Bewerbung auf die 1882 freigewordene Stelle des Stadtgärtners von Chemnitz war unter 110 Bewerbern erfolgreich, und so wirkte Werner von 1882 bis zu seinem Tode 1923 als oberster Stadtgärtner in Chemnitz. Die Stadt verlieh ihm für seine erfolgreiche Tätigkeit 1895 den Titel des Garteninspektors und erhob ihn 1900 zum städtischen Gartendirektor. Neben seiner Tätigkeit als Stadtgartendirektor wirkte er auch als Preisrichter und Sachverständiger. Sein wichtigstes Leitmotiv war:

„Nicht eifrig genug kann eine Stadtverwaltung bemüht sein, durch Erhaltung alter Baumbestände und Grünflächen zur Reinigung der Stadtluft beizutragen“

Werner starb am 7. März 1923 in Chemnitz. Sein Wunsch, im Stadtpark beerdigt zu werden, wurde nicht erfüllt. Er wurde auf dem Schlossfriedhof beigesetzt.

## Werke
Ein wesentliches Verdienst Werners ist es, dass die Industriestadt Chemnitz heute zu den grünsten Städten Deutschlands gehört. Die von ihm geschaffenen Grünflächen prägen noch weite Teile des Chemnitzer Stadtbildes. Allein 14 große repräsentative Grünanlagen entstanden unter seiner Leitung sowie zahlreiche Alleen und kleinere gärtnerische Grünflächen. Die städtischen Grünflächen wurden in seiner Amtszeit von zwölf auf 210 Hektar erweitert. Ein Teil des Stadtparkes trägt noch heute den Namen Otto Werner Garten.
- 1882: Wilhelmplatz (heute: Wilhelm-Külz-Platz)
- 1885–1905: Stadtpark Chemnitz (alter Teil)
- 1898: Botanischer Garten Chemnitz (gemeinsam mit Paul Säurich)
- 1900–1915: Küchwaldpark
- 1905: II. Erzgebirgische Gartenbauausstellung in Bernsdorf
- ab 1907: Waldpark im westlichen Zeisigwald (unvollendet)
- 1909–1914: Stadtpark Chemnitz (neuer Teil)
- zwischen 1882 und 1899: Körnerplatz (vor St. Markus)
- zwischen 1882 und 1899: Luisenplatz